# Rudy Molard
Rudy Molard (ur. 17 września 1989 w Gleizé) – francuski kolarz szosowy.

## Osiągnięcia
Opracowano na podstawie:

2012
- 1. miejsce w klasyfikacji górskiej Tour de l’Ain
- 3. miejsce w Tour du Gévaudan Occitanie

2014
- 1. miejsce w klasyfikacji młodzieżowej Tour de Luxembourg

2015
- 3. miejsce w Tour du Limousin
  - 1. miejsce na 3. etapie
- 3. miejsce w Tour du Doubs

2018
- 3. miejsce w Tour de La Provence
- 3. miejsce w Tour du Haut-Var
- 1. miejsce na 6. etapie Paryż-Nicea

2021
- 2. miejsce w mistrzostwach Francji (start wspólny)

2022
- 3. miejsce w Tour de l’Ain

## Rankingi
| Rok             | 2011 | 2012 | 2013  | 2014 | 2015 | 2016 | 2017  | 2018 | 2019 | 2020 | 2021 | 2022 | 2023 | 2024 |
| --------------- | ---- | ---- | ----- | ---- | ---- | ---- | ----- | ---- | ---- | ---- | ---- | ---- | ---- | ---- |
| UCI World Tour  |      |      |       |      |      | -    | 120.  | 82.  |      |      |      |      |      |      |
| World Ranking   |      |      |       |      |      | 526. | 296.  | 109. | 127. | 99.  | 277. | 112. | 228. | 177. |
| UCI Europe Tour | 575. | 580. | 1131. | 266. | 72.  | 806. | 1225. | 265. | 105. | 83.  | 234. | 94.  | -    | 145. |
|                 |      |      |       |      |      |      |       |      |      |      |      |      |      |      |
| Źródło: UCI     |      |      |       |      |      |      |       |      |      |      |      |      |      |      |